# Эйкерс, Томас Дейл
То́мас Дейл «Том» Э́йкерс (англ. Thomas Dale «Tom» Akers; род. 1951) — астронавт НАСА. Совершил четыре космических полёта на шаттлах: STS-41 (1990, «Дискавери»), STS-49 (1992, «Индевор»), STS-61 (1993, «Индевор») и STS-79 (1996, «Атлантис»), полковник ВВС США.

## Личные данные и образование

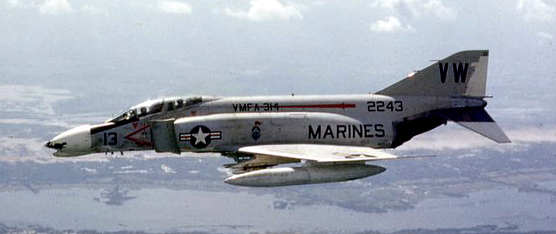
Самолёт F-4 Phantom в полёте.

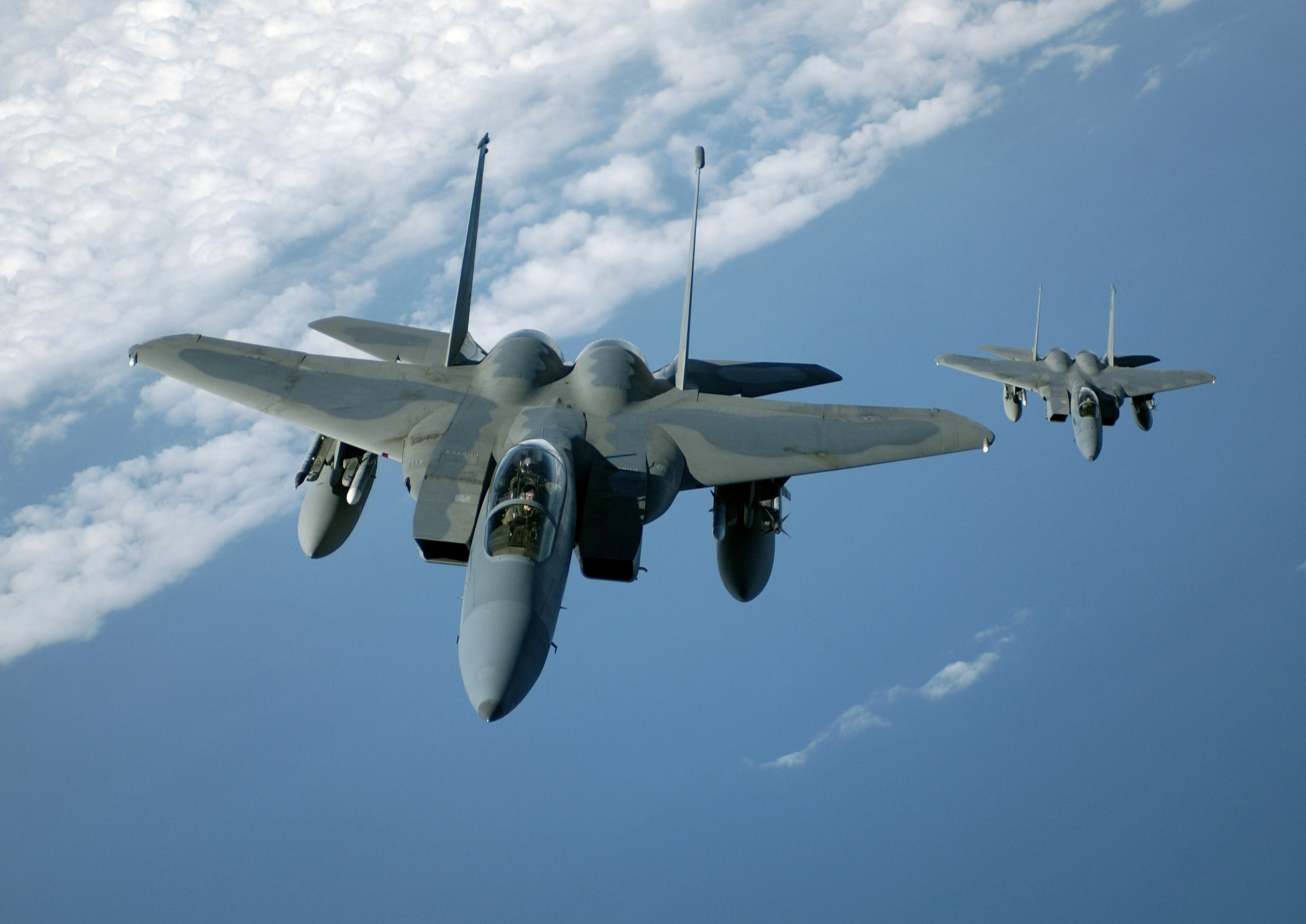
Самолёт F-15 в полёте.

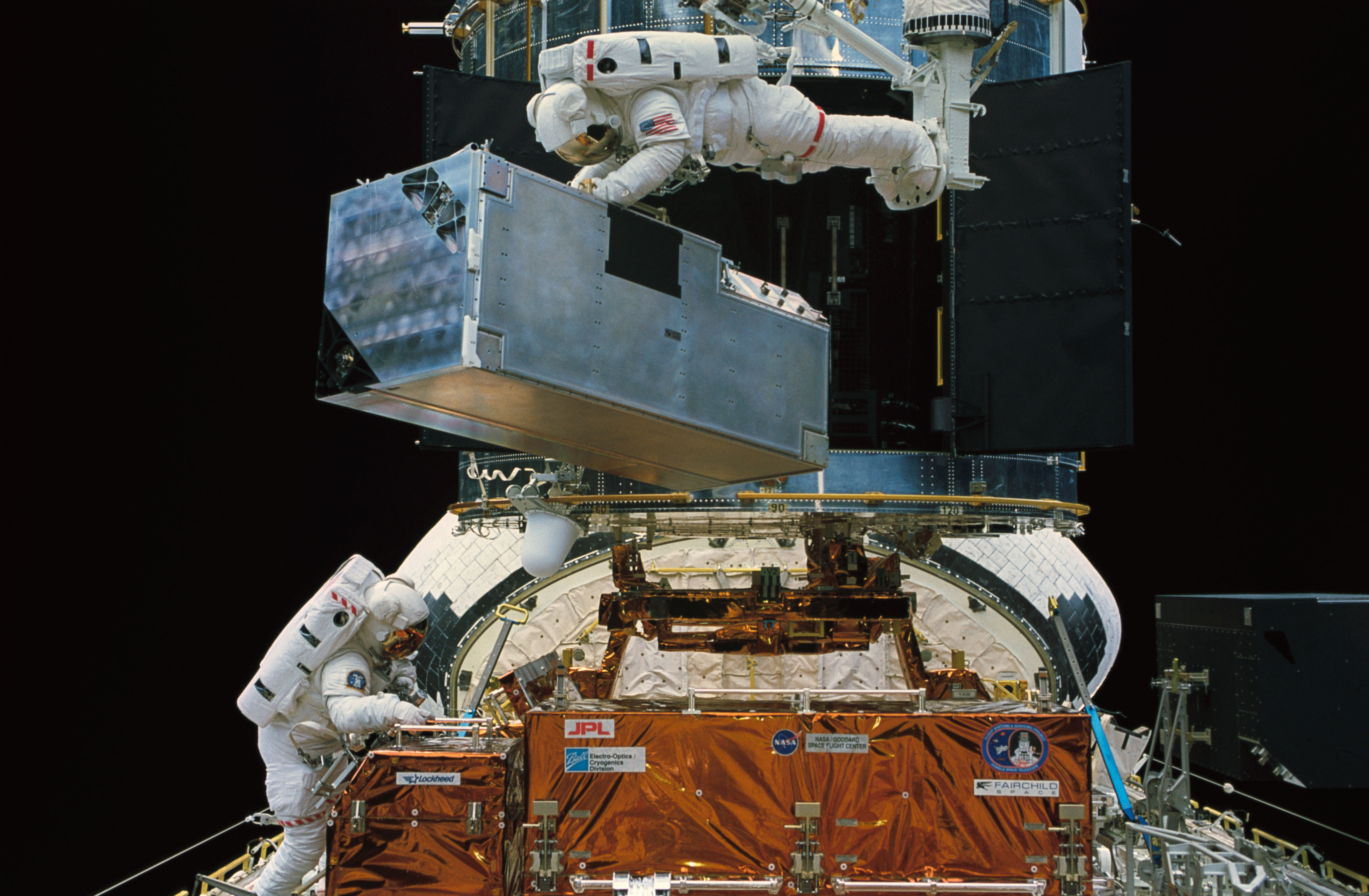
Работы в космосе: Эйкерс слева внизу.

Томас Эйкерс родился 20 мая 1951 года в городе Сент-Луис, штат Миссури, но своим родным считает город Эминемс, в том же штате, где в 1969 году окончил среднюю школу и подрабатывал летом смотрителем федерального парка на площади 80 000 акров. Жена — Кай Линн Паркер, у них двое детей. Среди увлечений охота, рыбалка, реконструкция автомобилей, любит проводить время с семьей. Он окончил Миссурийский университет в городе Ролла, где в 1973 году получил степень бакалавра наук, а в 1975 году степень магистра в области прикладной математики. В возрасте 24 лет он вернулся в город Эминемс, чтобы стать директором в своей родной школе. В 1979 году, когда рекрутер ВВС США в Университете оставил брошюры с приглашением в НАСА (как для потенциальных астронавтов) на столах студентов, одна из них досталась Эйкерсу и он зарегистрировался как кандидат.

## До НАСА
В 1979 году, придя на военную службу в ВВС США, был направлен в Школу подготовки офицеров на базе ВВС «Эглин», штат Флорида. Одновременно преподавал математику и физику на вечернем факультете Университета города Троя. В 1982 году начал годичное обучение в Школе лётчиков-испытателей ВВС США на авиабазе Эдвардс в Калифорнии.
В 1983 году вернулся на службу на авиабазу ВВС «Эглин», где работал по различным программам разработки вооружений, до своего зачисления в отряд астронавтов НАСА летал на самолётах F-4 Phantom II, F-15 и T-38 Talon. Имеет налет более 2 500 часов на 25-и различных типах самолётов. Воинские звания: капитан ВВС (1985 год), полковник ВВС (1999 год, в отставке с октября 1999 года)..

## Подготовка к космическим полётам
В августе 1987 года Эйкерс был приглашен в НАСА в качестве кандидата в астронавты в составе двенадцатого набора. По окончании обучения по курсу общекосмической подготовки (ОКП) в августе 1988 года получил квалификацию «специалиста полёта» и назначение в Отдел астронавтов НАСА. Работал заместителем Начальника Отдела операций и помощником Директора в Космическом Центре имени Джонсона в Хьюстоне, штат Техас по техническим вопросам.

## Полёты в космос
- Первый полёт — STS-41[3], шаттл «Дискавери». C 6 по 10 октября 1990 года в качестве «специалист полёта». Цель полёта — вывод на орбиту космического аппарата «Улисс»[4]. Продолжительность полёта составила 4 дня 2 часа 11 минут.[5].
- Второй полёт — STS-49[6] — Индевор (шаттл) — первый полёт шаттла «Индевор». С 7 по 16 мая 1992 года, в качестве «специалиста полёта». Основной целью миссии STS-49 был захват спутника Intelsat VI-603, который не смог покинуть околоземную орбиту за два года до этого. Во время полёта совершил два выхода в открытый космос: 13 мая 1992 года — продолжительностью 8 часов 29 минут и 14 мая — продолжительностью 7 часов 45 минут. Астронавты должны были прикрепить к спутнику разгонный блок, который, работая как межорбитальный буксир, перевёл бы спутник на высокоэллиптическую орбиту, с дальнейшим переходом на целевую геостационарную орбиту. После нескольких попыток захват был совершён, для проведения работы впервые совершили выход в открытый космос из одного корабля сразу три человека, также был установлен рекорд длительности пребывания космонавта за бортом корабля, побитый только в 2001 году в полёте STS-102.[7][8]. Продолжительность полёта составила — 8 суток 21 час 19 минут.[9].
- Третий полёт — STS-61[10], шаттл «Индевор». Со 2 по 13 декабря 1993 года в качестве «специалист полёта». Во время полёта совершил два выхода в открытый космос: 06 декабря 1993 года — продолжительностью 6 часов 36 минут и 8 декабря — продолжительностью 6 часов 50 минут. Челнок приблизился к телескопу Хаббл и произвел ремонт на орбите. Продолжительность полёта составила 10 суток 19 часов 59 минут[11].
- Четвёртый полёт — STS-79[12], шаттл «Атлантис». C 16 по 26 сентября 1996 года в качестве «специалист полёта». Во время миссии STS-79 была проведена операция по стыковке с орбитальной станцией «Мир», куда шаттл доставил продовольствие, воду, оборудование для научных экспериментов США и России, а также был произведён обмен членами экипажа (первая миссия по смене американского члена экипажа). В ходе миссии был установлен рекорд по состыковке наиболее тяжёлых масс обоих комплексов в пространстве. К тому же STS-79 является первой полётом, где был задействован сдвоенный модуль «Спейсхэб»[13]. Продолжительность полёта составила 10 суток 3 часа 20 минут[14].

Общая продолжительность внекорабельной деятельности за 4 выхода — 29 часов 40 минут. Общая продолжительность полётов в космос — 33 дня 22 часа 49 минут. Покинул отряд астронавтов НАСА и в августе 1997 года вернулся на военную службу.

## После полётов
В 1997 году Эйкерс уволился из НАСА, а в 1999 году из ВВС в звании полковника, став преподавателем математики в Университете штата Миссури в городе Ролла, который в 2008 году сменил своё название на Университет Миссури науки и технологии. В 2010 году Эйкерс ушёл на пенсию.

## Награды и премии
Награждён: Медаль «За космический полёт» (1990, 1992, 1993 и 1996), Медаль «За отличную службу» (США), Орден «Легион почёта», Медаль «За похвальную службу» (США), Медаль похвальной службы (США), Медаль «За выдающуюся службу» (НАСА), Медаль «За исключительные заслуги» (дважды) и многие другие.